# International Paper
International Paper (NYSE: IP) — один из крупнейших международных производителей бумаги, целлюлозы и упаковки из возобновляемого древесного волокна. Штаб-квартира — в городе Мемфис, штат Теннесси.

## История
Основана в 1898 году в штате Коннектикут. В 1960 году распространила своё влияние на Эквадор, Мексику, Испанию и Италию. В 1989 году приобрела контроль над немецкой компанией Zanders Feinpapiere AG и французской Aussedat Rey, а также над новозеландской компанией Carter Holt Harvey и чилийской COPEC.

## Собственники и руководство
По данным Reuters на 30 июня 2007 года, 98,11 % акций компании принадлежат институциональным инвесторам. Рыночная капитализация компании на июль 2007 года на NYSE — $17,53 млрд.
Председатель совета директоров и главный исполнительный директор — Марк Саттон (Mark Sutton).

## Деятельность
International Paper — один из крупнейших международных производителей бумаги, целлюлозы и упаковки из возобновляемого древесного волокна. Производственные мощности компании расположены в Северной Америке, Латинской Америке, Европе, Северной Африке, Азии и России. Владеет предприятиями более чем в 24 странах мира. В США International Paper принадлежат более 0,7 млн акров леса. Компания также владеет 1,3 млн акров лесного массива в Бразилии и участками леса в России.
В США, включая предприятие по производству и переработке упаковки из упаковочного картона (CBPR), приобретенного у компании Weyerhaeuser, компании принадлежат и работают 23 комбината по производству целлюлозной, бумажной и упаковочной продукции, 157 заводов по переработке и упаковке, 19 заводов по переработке вторичного сырья и 3 предприятия по производству пакетов. Предприятия в Европе, Азии, Латинской Америке и Южной Америке включают в себя 8 комбинатов по производству целлюлозной, бумажной и упаковочной продукции, 53 завода по переработке и упаковке и 2 завода по переработке вторичного сырья. Они распространяют печатную, упаковочную, полиграфическую и промышленную продукцию в основном через 237 дистрибьюторских отделений, расположенных в США, и 35 отделений, расположенных в Канаде, Мексике и Азии. Им принадлежат более 80 тысяч гектаров лесных массивов в США, более 100 тысяч гектаров в Бразилии и права на проведение лесозаготовок в принадлежащих государству лесных массивах России на основании лицензий и договоров о лесопользовании.
Официальный спонсор Олимпийских игр 1996 года.
По данным на 2017 год в компании работают примерно 55 000 сотрудников.

### Показатели деятельности
В 2006 году компания произвела 7,09 млн т печатной бумаги и картона, 1,12 млн т целлюлозы, 9,4 млн т упаковки. Выручка в этом году составила $21,99 млрд (в 2005 году — $24 млрд), чистая прибыль — $1,05 млрд ($1,1 млрд).

### International Paper в России
В 1998 году International Paper приобрела контрольный пакет акций ОАО «Светогорск» (Светогорский ЦБК, город Светогорск, Ленинградская область).  Основными направлениями деятельности International Paper в России являются производство и продажа офисной и офсетной бумаги, картона для упаковки жидких пищевых продуктов, термомеханической целлюлозы. Наиболее известными брендами International Paper в России являются Ballet и SvetoCopy.
В октябре 2007 г. Компании International Paper и «Илим Холдинг» сформировали паритетное совместное предприятие Группа «Илим», являющееся крупнейшим партнерством с иностранным участием в российской лесной индустрии.
По итогам 2008 года компания получила 333 место среди крупнейших компаний. А объём отгруженной продукции и объём выполненных работ за тот же период составил более 15,1 миллиарда рублей. Штат сотрудников ОАО «Светогорск» насчитывает около 1700 человек.
На территории России головной офис компании расположен в Санкт-Петербурге. Генеральным директором компании International Paper в России является Тимур Габидуллин.